# Dossãos
Dossãos ist eine Gemeinde im Norden Portugals.
Dossãos gehört zum Kreis Vila Verde im Distrikt Braga, besitzt eine Fläche von 3,3 km² und hat 424 Einwohner (Stand 19. April 2021).
Die megalithische Nekropole von Bustelo (mit 36 Mamoas und zwei Menhiren) ist einer der Bestandteile von "Montes do Borrelho" und "Moinho Velhobe" und findet sich in Dossãos.